# Livin' Inside Your Love
Livin' Inside Your Love è un album del cantautore statunitense George Benson, pubblicato dall'etichetta discografica Warner Bros. nel 1979.
L'album, disponibile su long playing, suddiviso in due volumi, e musicassetta, è prodotto da Tommy LiPuma. Contiene 12 brani, 3 dei quali sono interamente composti dall'interprete.
Dal disco vengono tratti i singoli Unchained Melody/Before You Go, Love Ballad/You're Never Too Far from Me e, limitatamente al Regno Unito, Hey Girl/Welcome Into My World.

## Tracce

### Lato A
1. Livin' Inside Your Love
2. Hey Girl
3. Nassau Day

### Lato B
1. Soulful Strut
2. Prelude to Fall
3. A Change Is Gonna Come

### Lato C
1. Love Ballad
2. You're Never Too Far from Me
3. Love Is a Hurtin' Thing

### Lato D
1. Welcome Into My World
2. Before You Go
3. Unchained Melody